# فرودگاه د لسپس لیک
فرودگاه د لسپس لیک (به انگلیسی: De Lesseps Lake Airport) یک فرودگاه خصوصی است که یک باند فرود بتن و شن دارد و طول باند آن ۹۲۰ متر است. این فرودگاه در کشور کانادا قرار دارد و در ارتفاع ۴۰۰ متری از سطح دریا واقع شده‌است.